# Răzvan-Sorin Prișcă
Răzvan Sorin Prișcă (n. 15 iunie 1987, Cluj-Napoca⁠(d), Cluj, România) este un deputat român, ales în 2016, 2020 și 2024 din partea PSD. 